# Schwimmendes Bauwerk

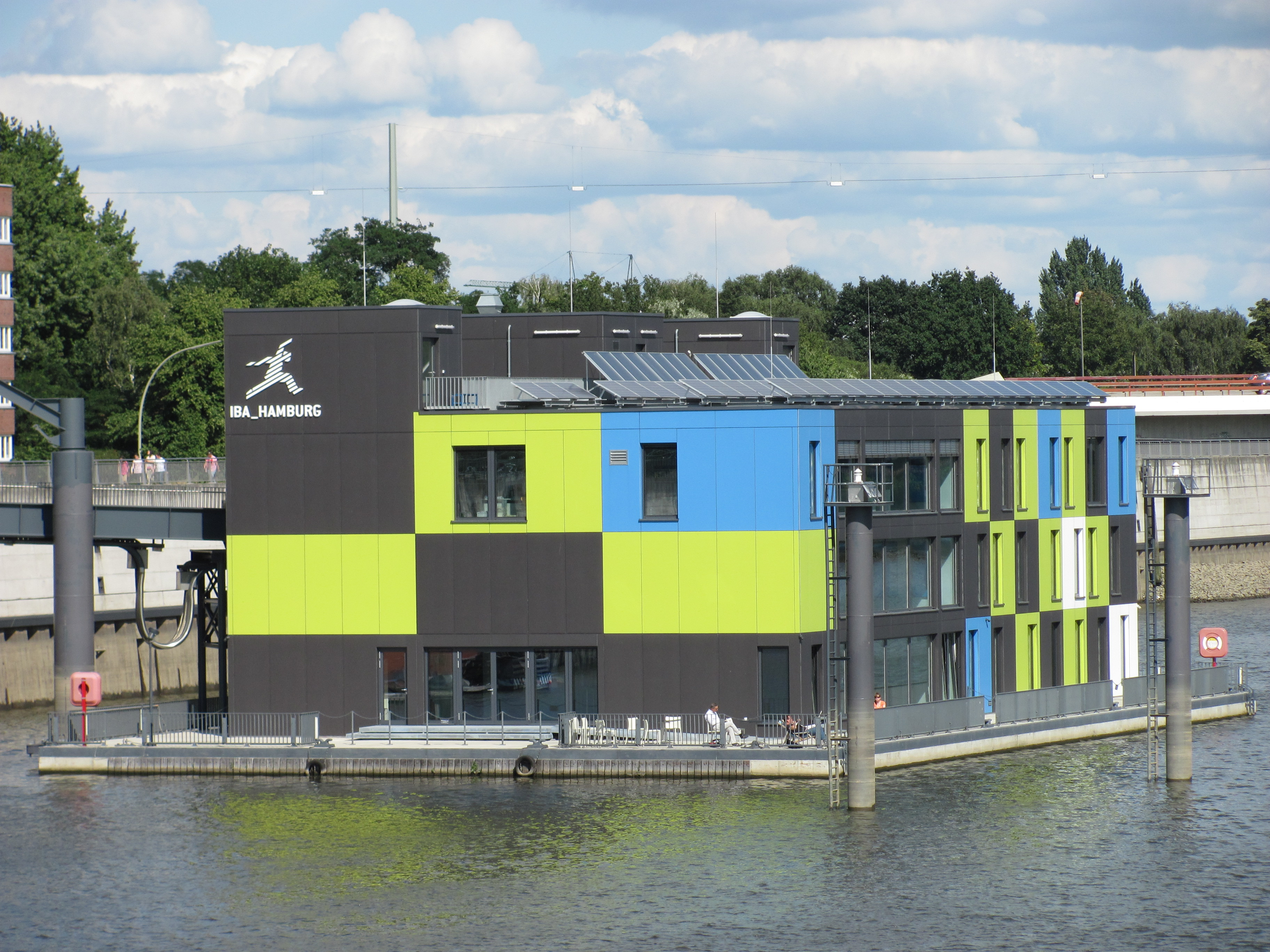
Das IBA-Dock im Zollhafen von Hamburg-Veddel, ein anlässlich der IBA Hamburg errichtetes, schwimmendes Ausstellungs- und Bürogebäude

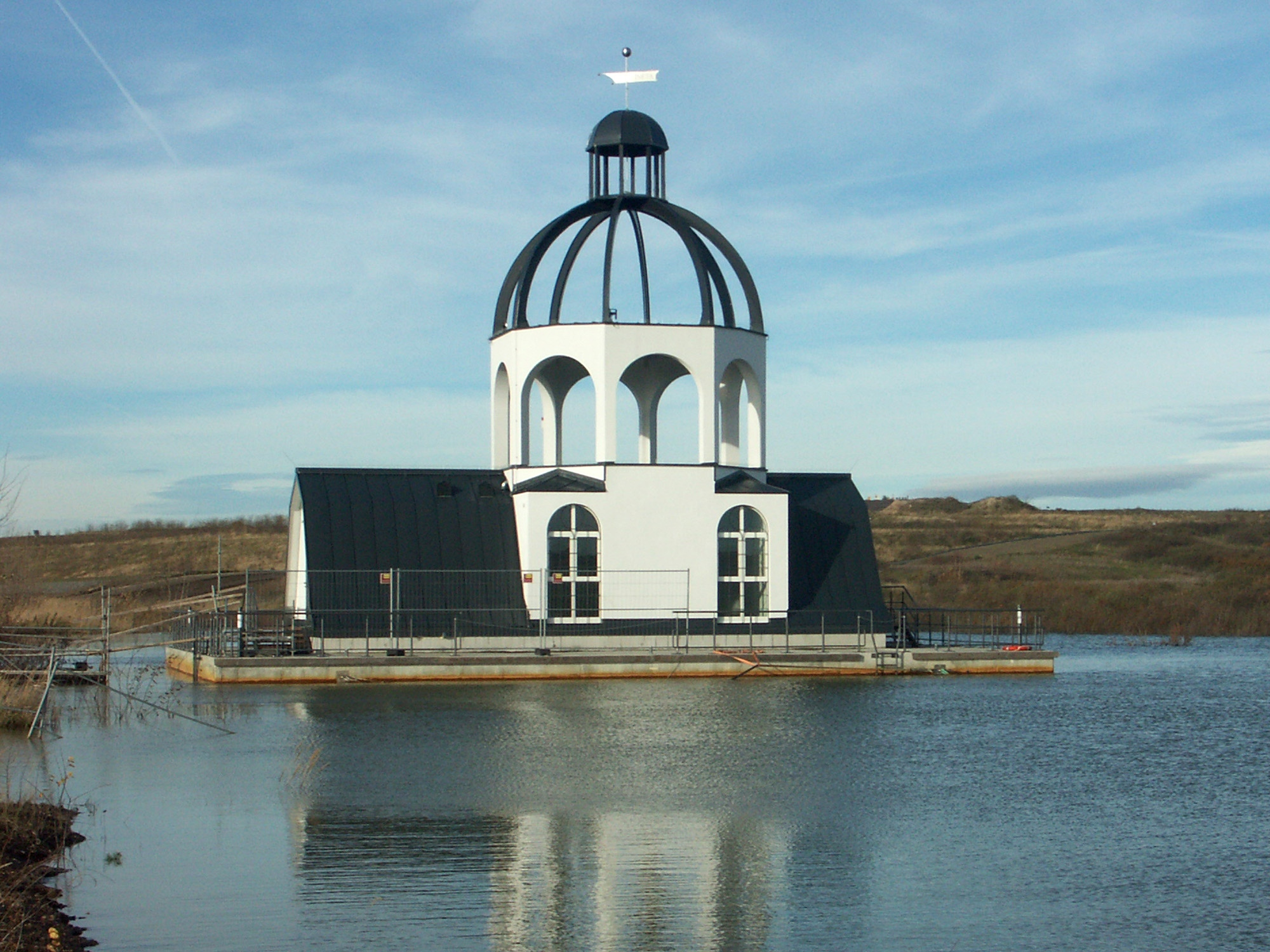
Die schwimmende Kunstinstallation VINETA auf dem Störmthaler See zur Erinnerung an den abgebaggerten Ort Magdeborn

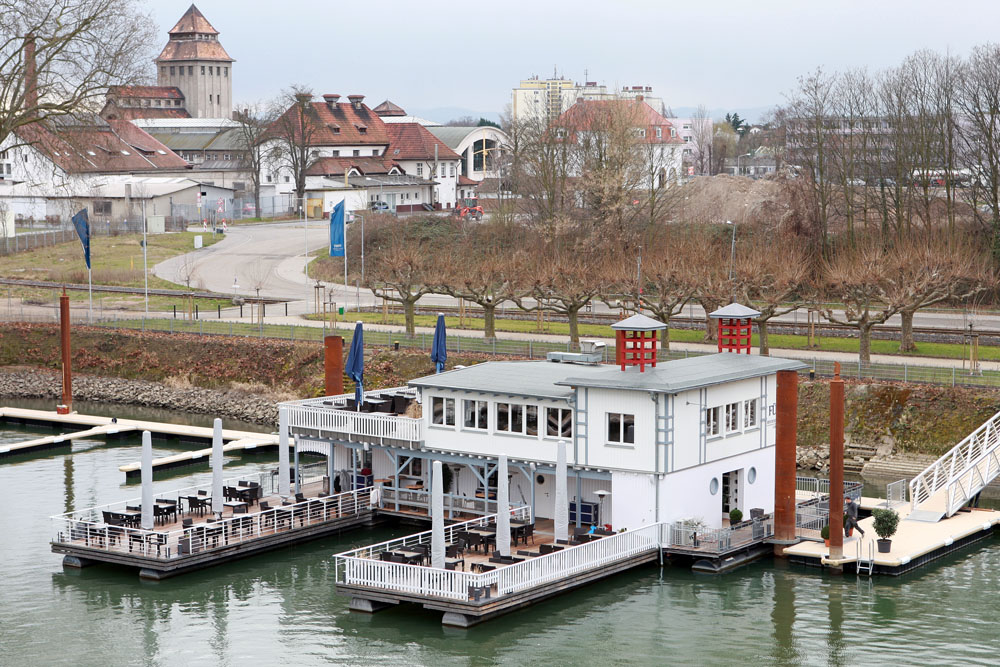
Das schwimmende Restaurant Fürst in Worms, eine ehemalige Badeanstalt

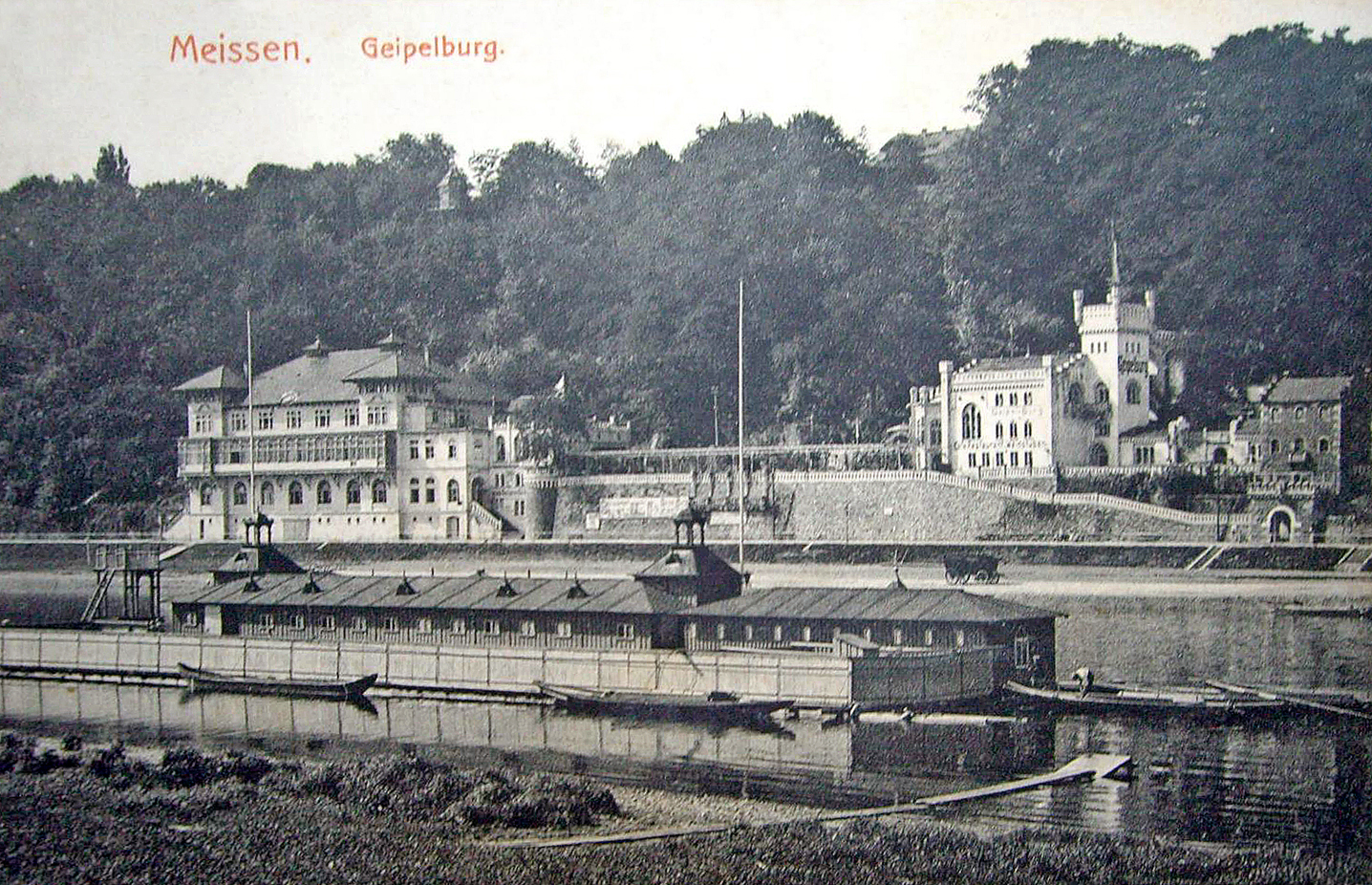
Schwimmende Badeanstalt auf der Elbe bei Meißen (Postkarte von vor 1937)

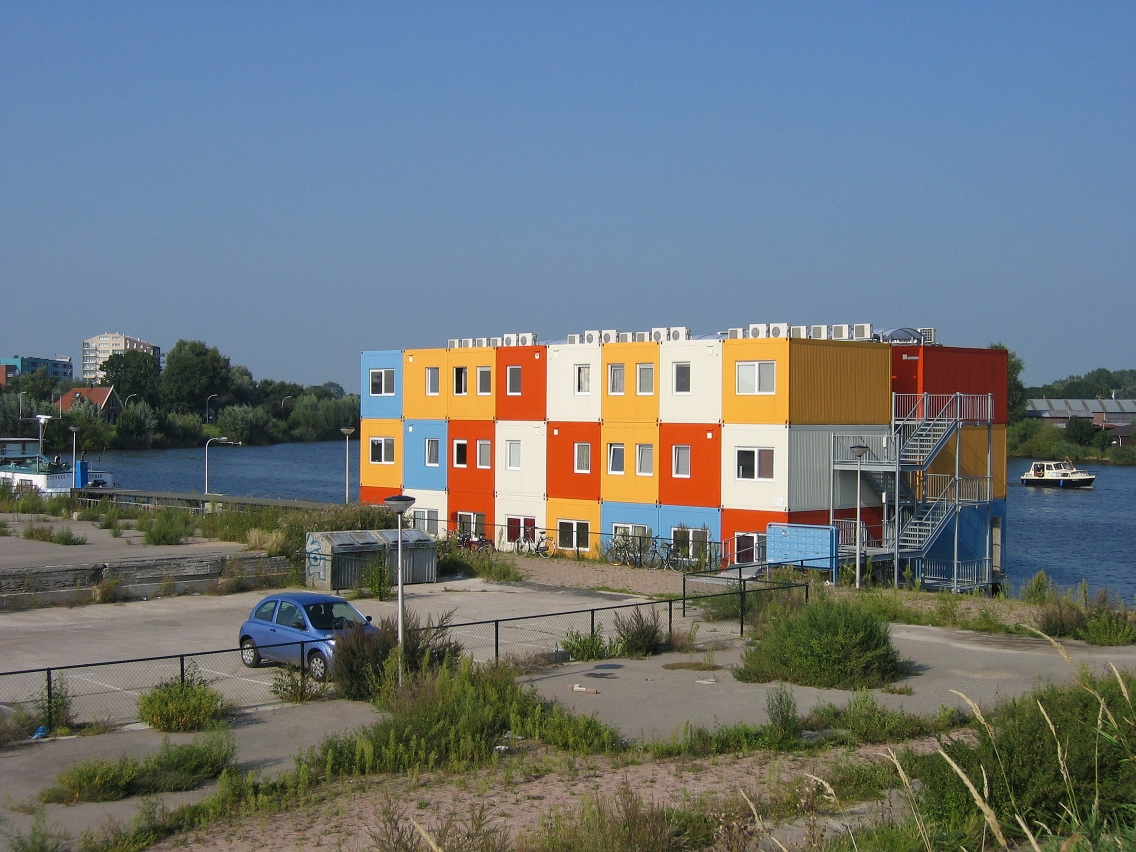
Schwimmendes Gebäude in den Niederlanden

Ein schwimmendes Bauwerk (je nach Bauweise und Nutzung auch schwimmende Anlage, schwimmendes Gebäude oder schwimmendes Haus genannt) ist ein Bauwerk, welches – getragen durch den Auftrieb von Schwimmkörpern (Pontons) – auf der Oberfläche eines Gewässers schwimmt. Im Gegensatz zu Wasserfahrzeugen sind schwimmende Bauwerke überwiegend für den ortsfesten Einsatz bestimmt. Neben Bauwerken, die dauerhaft schwimmen, sind auch solche gebräuchlich, die nur für den Transport zum Einsatzort schwimmfähig gebaut wurden und dort mit ihrem Unterteil auf den Grund des Gewässers abgesenkt werden. Die Größe dieser Bauten kann von wenigen Quadratmetern für ein schwimmendes Haus (Amphibienbauten), über schwimmende Treibhäuser oder andere größere Wirtschaftsbauten bis zu ganzen schwimmenden Stadtvierteln reichen.
Sogenannte Amphibiengebäude sind Gebäude auf dem Festland, die nicht fest gegründet, sondern schwimmfähig konstruiert sind und die in hochwassergefährdeten Gebieten aufgestellt werden. Bei Hochwasser werden solche Gebäude durch den Auftrieb des Wassers angehoben und so vor einer Überflutung bewahrt.

## Einordnung
Da eine schwimmende Baukonstruktion nicht durch eine Gründung permanent fest mit dem Erdboden verbunden ist, ist die technische und juristische Einordnung von solchen Objekten als Bauwerk und die Abgrenzung von Wasserfahrzeugen und Schwimmenden Geräten nicht eindeutig:

### Technische Einordnung
Schwimmende Bauwerke sind in der Regel dafür gedacht, permanent oder zumindest für längere Zeit am selben Ort zu verbleiben. Sie werden durch Befestigung an Dalben, am Ufer oder am Grund o. ä. ortsfest gehalten. Die Schwimmfähigkeit dient also in erster Linie nicht der räumlichen Mobilität, sondern nur dazu, das Bauwerk zu tragen, was je nach Funktion des Bauwerkes, Wassertiefe, Strömung und Schwankung des Wasserstandes technisch und wirtschaftlich geeigneter sein kann als eine feste Gründung.
Technisch unterscheidet sich schwimmende Gebäude von Schiffen und anderen Wasserfahrzeug vor allem dadurch, dass sie nicht für die "Fahrt", also die Bewegung von einem Ort zum anderen, konstruiert und eingerichtet ist. Schwimmendes Bauwerke verfügen daher in der Regel nicht über einen eigenen Antrieb und auch nicht über eine eigene Steuerung, sondern müssen, falls ein Transport über Wasser notwendig sein sollte, geschleppt oder geschoben werden. Auch haben schwimmende Bauwerke, im Gegensatz zu Schiffen ohne eigenen Antrieb meist nicht die typische, strömungsgünstig gestreckte Form eines Schiffes, sondern eher den rechteckigen Grundriss eines Hauses. Ausnahmen bilden ehemalige Schiffe, die stillgelegt und zu einem Gebäude umfunktioniert wurden und schwimmende Bauwerke, die in einem stark strömenden Gewässer platziert werden.
Schwimmende Gebäude verfügend in der Regel über einen ähnlichen inneren Aufbau und eine ähnliche Haustechnik wie Gebäude an Land. Sie können über einen Hausanschluss an die öffentlichen Ver- und Entsorgungsnetze (Strom, Gas, Wasser, Telekommunikation, …) angeschlossen sein.

### Rechtliche Einordnung

#### Deutschland
Maßgebliches Kriterium für die Einordnung als Bauliche Anlage nach Öffentlichem Baurecht ist in Deutschland nicht die feste Gründung, sondern die „(begrenzt bewegliche) Verbindung mit dem Erdboden“ und die „(überwiegende) Ortsfestigkeit“, welche bei vielen schwimmenden Bauwerken aufgrund der Befestigung am Ufer oder Grund als gegeben angesehen werden kann. Dennoch ist die Einordnung schwimmender Anlagen uneinheitlich, und je nach Anlagentyp und Standort ist im Zweifelsfall eine Einzelfallbetrachtung erforderlich. So sind bestimmte (nach wasserrechtlichen Vorschriften zulassungsbedürftige) schwimmende Anlagen in den Bauordnungen einiger deutscher Länder (z. B. Hamburg, Mecklenburg-Vorpommern, Schleswig-Holstein) ausdrücklich ausgenommen. In anderen Ländern (Berlin, Hamburg, Sachsen-Anhalt u. a.) sind hingegen beispielsweise Wohnboote, Fahrgastschiffe und schwimmende Restaurants, die ortsfest vertäut am Ufer liegen, gemäß Bauordnung ausdrücklich baugenehmigungspflichtig.
Nach deutscher Rechtsprechung gilt ein schwimmendes Haus (Wohnboot, Wohnschiff) hingegen steuerrechtlich in der Regel nicht als Gebäude, das heißt, es unterliegt weder der Grunderwerbsteuer noch der Grundsteuer.
Unabhängig von der Gültigkeit des Bau- und Steuerrechts fallen schwimmende Anlagen in der Regel unter das Wasser- und Schifffahrtsrecht und benötigen entsprechende Klassifikation, Zeugnisse, Zulassungen und Genehmigungen.
So heißt es beispielsweise in der Binnenschiffsuntersuchungsordnung (BinSchUO):

„(1) Bau, Ausrüstung und Einrichtung eines Fahrzeugs, einer schwimmenden Anlage und eines Schwimmkörpers müssen den Anforderungen dieser Verordnung entsprechen. […]
(2) Zum Verkehr technisch zugelassen sein muss auch eine fortbewegte schwimmende Anlage oder ein fortbewegter Schwimmkörper, sofern […] das zuständige Wasser- und Schifffahrtsamt aus Gründen der Sicherheit und Leichtigkeit des Verkehrs […] eine solche für erforderlich hält.“

Ähnlich werden schwimmende Anlagen auch in der Binnenschifffahrtsstraßen-Ordnung (BinSchStrO), der Rheinschiffahrtspolizeiverordnung (RheinSchPV), dem Seehandelsschiffahrtsgesetz der DDR u. a. behandelt.

## Beispiele
Beispiele für schwimmende Bauwerke:
- Schwimmanleger, Schwimmstege, schwimmende Verladeterminals u. ä.[14]
- Schwimmbrücken
- Schwimmdocks
- schwimmende Offshorebauwerke wie Bohr-, Förder- oder Umspannplattformen
- schwimmende Badeanstalten, Badeschiffe, Strombäder
- schwimmende Kraftwerke (Schwimmende Windkraftanlagen, Wellenkraftwerke, Strömungskraftwerke u. ä.), auch historisch (Schiffmühlen)
- ortsfest vertäute Schwimmhäuser, Wohnboote, Wohnschiffe, Botels (Hotelschiffe), Restaurantschiffe, Kirchenboote u. ä.

Vorübergehend oder dauerhaft vertäute schwimmende Bauwerke sind hingegen normalerweise eher als Schiffe oder als schwimmende Geräte einzuordnen:
- Hausboote
- Feuerschiffe und schwimmende Schifffahrtszeichen (Tonnen)
- Schwimmkräne, -bagger, Hubinseln und ähnliche Arbeitsschiffe, die nur für eine begrenzte Zeit an einem Ort liegen